# Chigiové
Chigiové (italsky Famiglia Chigi) jsou významný šlechtický rod s původem v toskánské Sieně. Z tohoto rodu pocházelo několik papežů a kardinálů, z nich nejvýznamnější byl papež Alexandr VII.

## Původ rodu
Chigiové byli vedlejší linií rodu Ardengheschiů, původně bankéřské rodiny, který byla nobilitována na konci 14. století. Chigiové vlastnili hrad Macereto v Sieně.
Jedním z významných členů rodu byl Giovanni da Lecceto (1300-1363), blahoslavený poustevník, který se obětoval v pomoc potřebným během velké morové epidemie z roku 1348, kterou zmiňuje Boccaccio v Dekameronu. Dále blahoslavená Angela, rovněž poustevnice ve 14. století.
Rod se zařadil mezi nejvyšší šlechtu v Sieně zásluhou významného finančníka Mariana Chigiho (1439–1504), který nechal přestavět rodový palác. Sigismondo (1479–1525) pak nechali vystavět Villu delle Volte a vyzdobit rodový palác v Sieně.

## Vzestup rodu

### Ze Sieny ke Svatému stolci

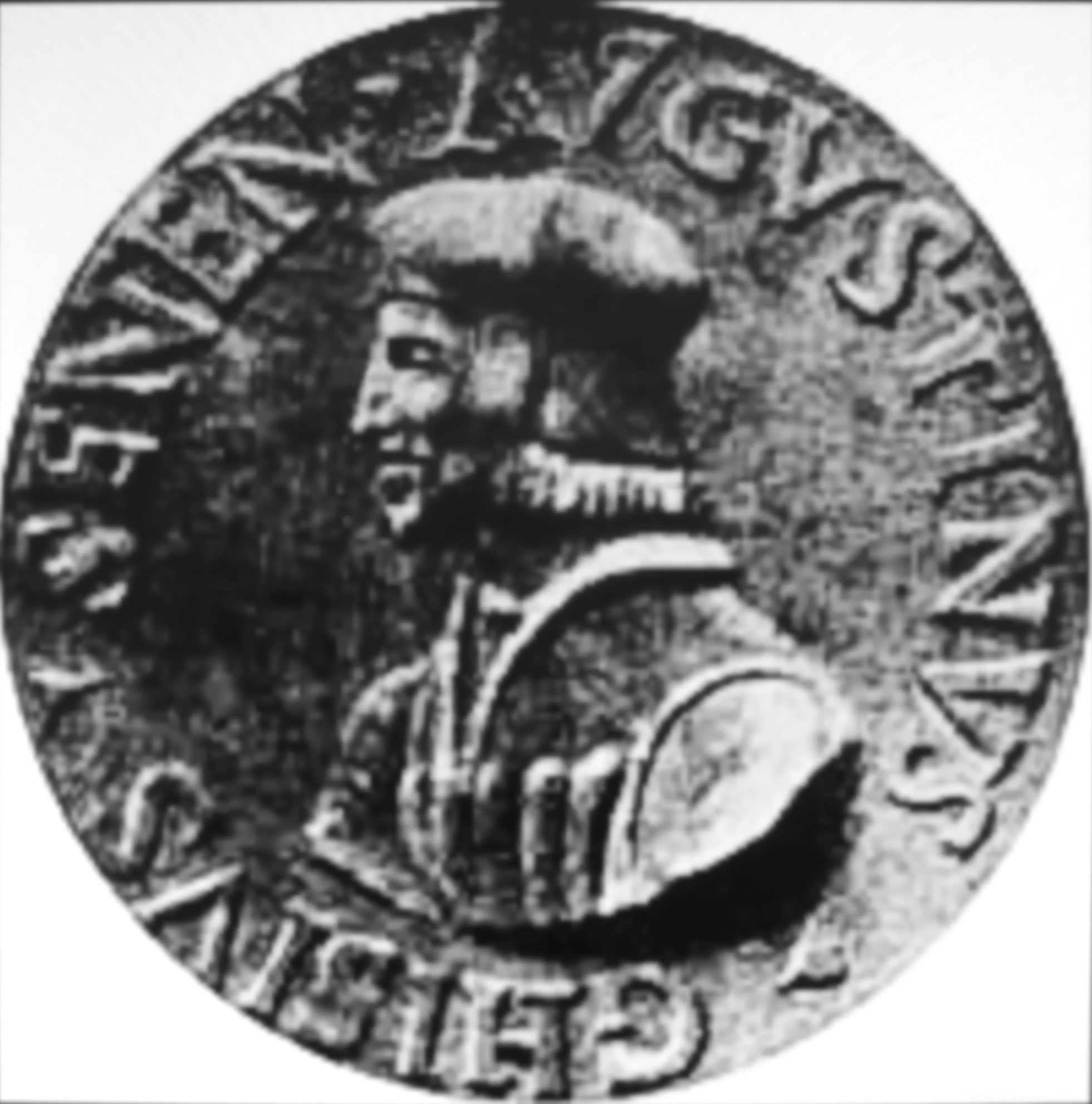
Agostino Chigi

Jednou z nejvýznamnějších postav rodu byl Agostino, zvaný Veliký (1465–1520). Narodil se v Sieně a v době pontifikátu papeže Lva X. byl bankéřem u římského dvora a velkorysým mecenášem umění, přítel Pietra Bemba, Paola Giovia a Pietra Aretina.
Svého historického vrcholu dosáhl rod v osobě kardinála Fabia Chigiho, jenž byl zvolen papežem a přijal jméno Alexandr VII. (1655-1667). Měl dva vnuky, oba se stali kardinály: Flavia I. (1631-1693), hlavního kurátora rodových uměleckých sbírek a Sigismonda (1649-1678). Další synovec Agostino (1634-1705) se oženil s Marií Virginií z rodu Borghese, neteří papeže Pavla V.
Ve 2. polovině 17. století vznikl rodový fond nemovitostí Chigiů, který se v polovině 19. století stal jedním z pěti hlavních vlastníků půdy Papežského státu. V roce 1658 se Ranuccio II. Farnese rozhodl prodat rodové knížectví Farnese (poblíž Viterba) včetně dědičného knížecího titulu, aby svůj silně zadlužený rod Farnese udržel u parmského vévodského dvora. Toho využili Chigiové, kteří vzhledem ke svému bohatství a vlivu nyní potřebovali získat odpovídající šlechtický titul. Agostino Chigi se tak stal prvním knížetem farneským. Po několika letech koupil Flavio Chigi v roce 1662 knížectví Campagnano od zadluženého Orsiniho z Bracciana.

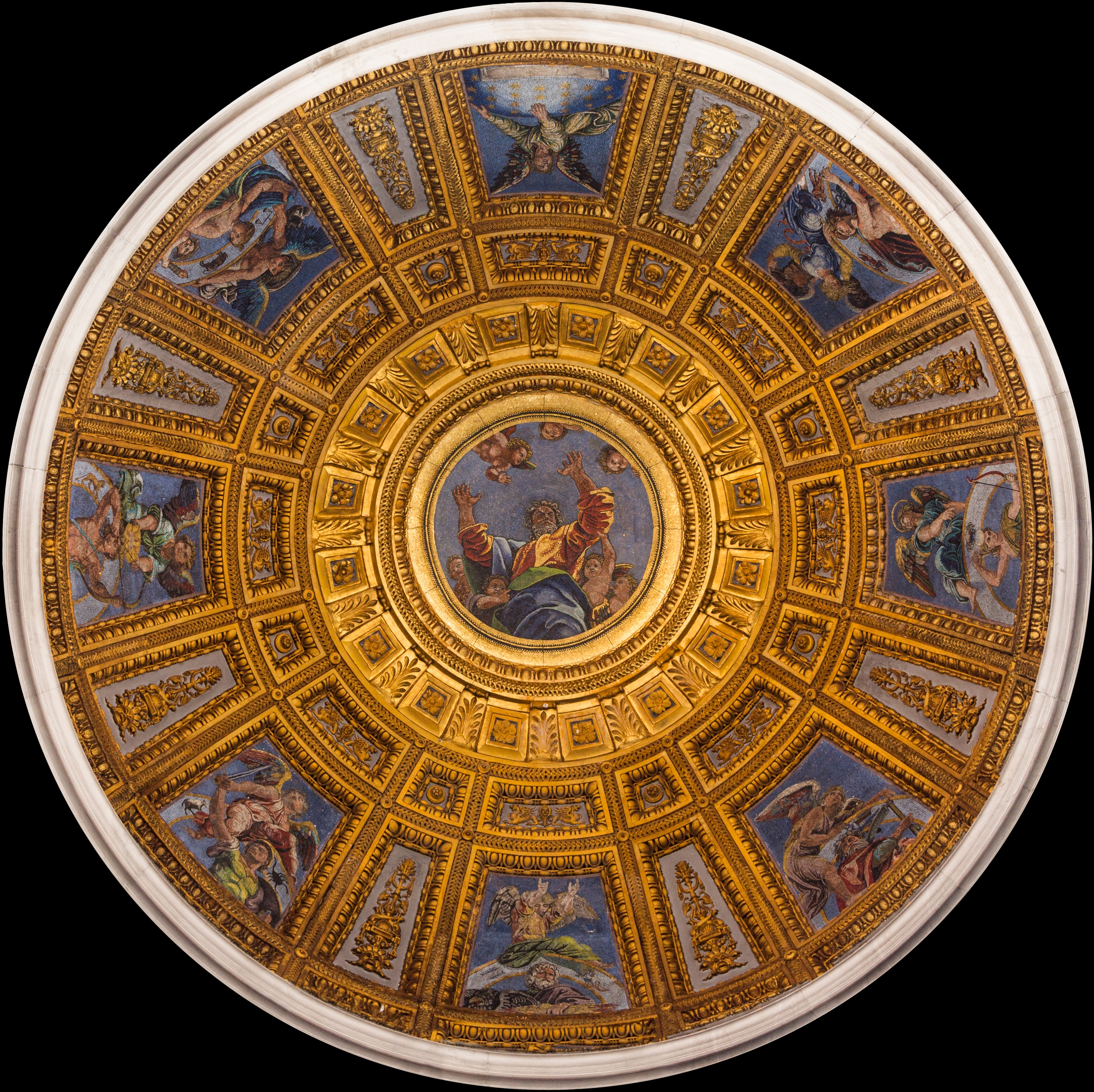
Kostel Santa Maria del Popolo v Římě - mozaiky v kapli Chigiů. Autor Luigi da Pace (1516) podle předlohy Rafaella Santiho.

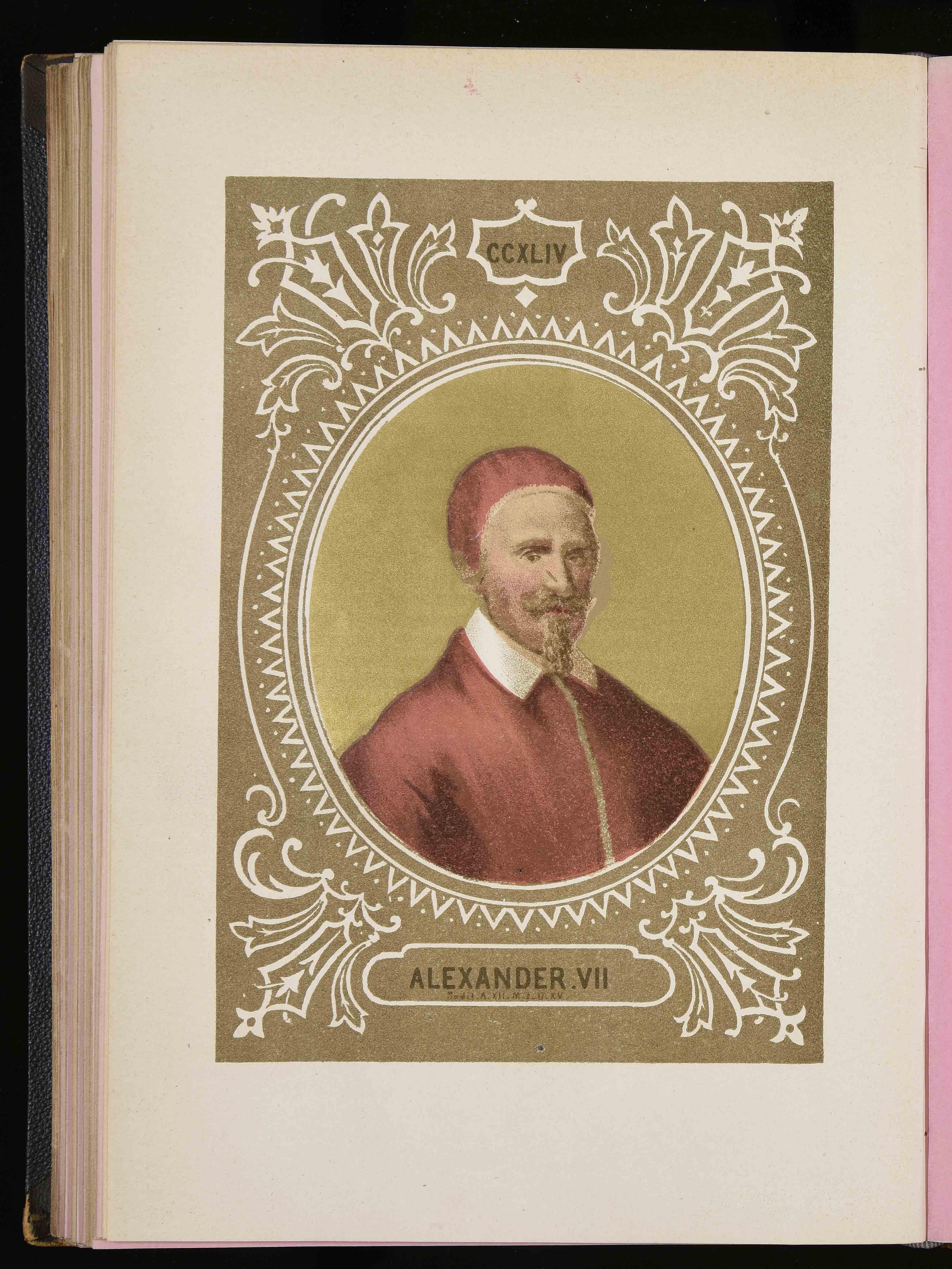
Fabio Chigi jako papež Alexandr VII. v letech 1655-1667.

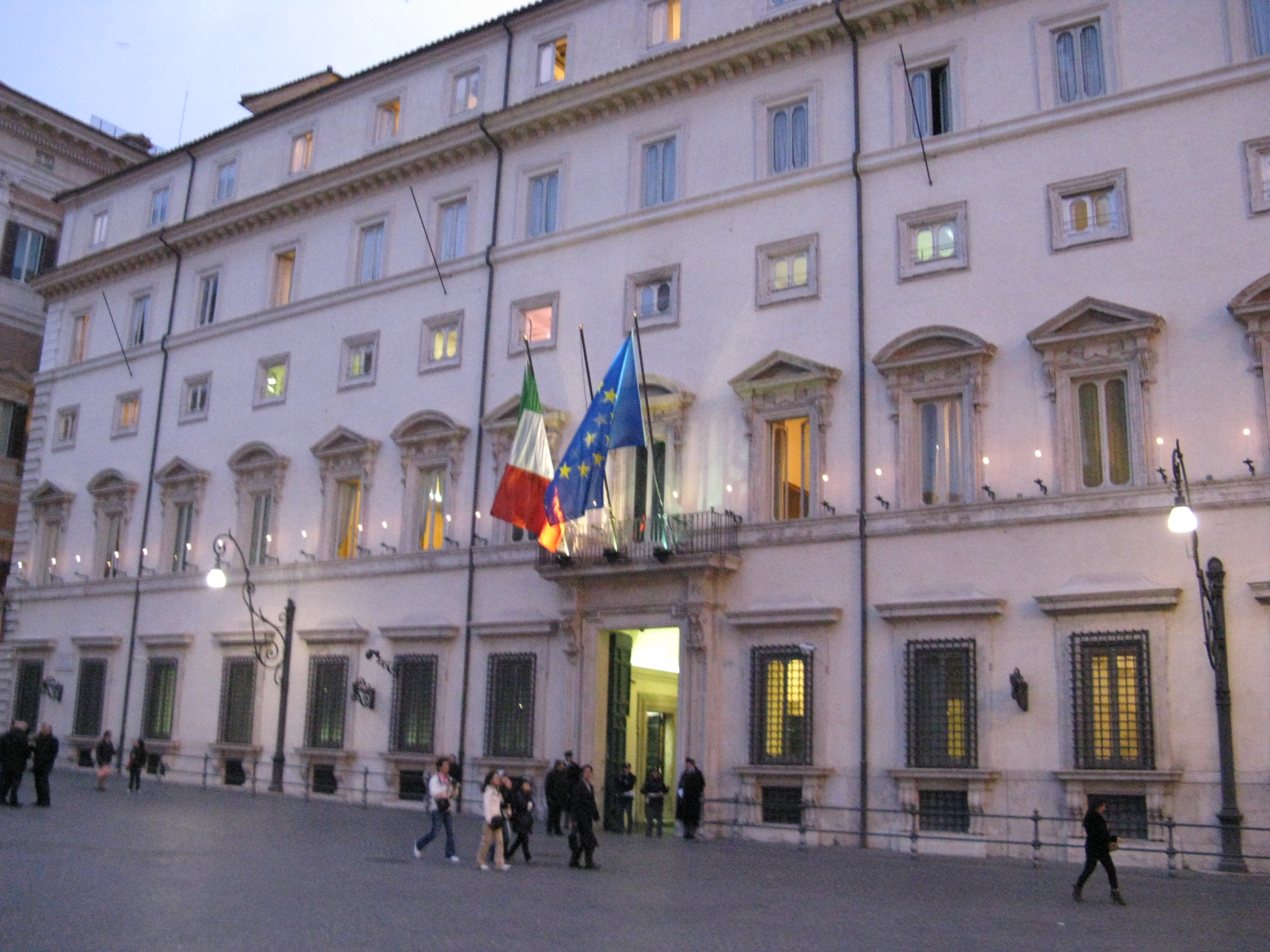
Palác Chigiů v Římě

V 18. století z rodu Chigiů vzešel další kardinál, Flavius II. (1711-1771), ochránce jezuitů a papežského kandidáta na konkláve při volbě Klementa XIV . Další významnou osobností byl v 18. století Sigismondo Chigi (1735–1793), osvícenský myslitel a frankofil.
V 19. století se rod Chigiů prostřednictvím sňatku dostal do kontaktu s evropskou aristokracií. Mario Chigi (1832-1914) se oženil s ukrajinskou kněžnou Antoniettou Sayn-Wittgensteinovou (1839-1918), neteří německého generála Petera Wittgensteina, který zastavil Napoleona u Petrohradu a dcerou překrásné Leonily Ivanovny Barjatinské (1816-1918) z jednoho z nejvýznamnějších ruských rodů - Barjatinských (její babička byla sestřenice cara Pavla I.).
Ještě v 19. století měl rod Chigiů posledního kardinála: Flavia III. (1810-1885), jenž byl apoštolským nunciem v Paříži.

### Chigi ze Sieny a další rodové větve
Od Benedetta Chigiho ze Sieny v 15. století vzešla sienská rodová větev. Mezi její nejvýznamnější představitele patřili hudebník a politik Scipione (1584-1633) a Carlo Corradino (1802-1881), důstojník sardinského námořnictva, dále guvernér ostrova Elba jmenovaný Toskánským velkovévodou (1840–46), účastník boje u Curtatone v roce 1848 a od roku 1860 senátor Italského království. Počínaje jeho synem Fabiem (1849-1906) větev získala jméno Chigi-Saracini-Lucherini.
Větev Chigi-Zondadari ze Sieny pocházela od kardinála Flavia Chigiho, synovce papeže Alexandra VII., který své jmění a tituly přenechal svému synovci Bonaventurovi (1693).
Od Francesca Chigiho, bratra Agostina Velikého, vzešla větev Chigi Montoro z Viterba.
Posledním knížetem římské linie rodu Don Agostino Chigi Albani della Rovere (1929 - 2002), historik umění, mecenáš italských umělců, filantrop, jenž na konci roku 1988 prodal palác Chigi s přilehlým parkem a dalším rodovým majetkem obci Ariccia.
V současné době je rodina Chigi zastoupena synem Francesca Chigiho, knížetem Mariem Chigim (* 1929), který žije ve vile Castel Fusano a jeho synem, vévodou Flaviem Chigim (1975). Panství Castel Fusano modernizoval v 17. století Pietro da Cortona, který je společně se svými žáky autorem výzdoby interiéru.
Jméno rodu nese také historický palác Chigi v Římě, který v roce 1659 odkoupili Aldobrandiniové. Od roku 1712 za pontifikátu papeže Klementa XI. do roku 1966 (za pontifikátu Pavla VI. ) zastával prvorozený syn rodu Chigiů z Ariccie dědičnou důstojnost maršála svaté římské církve a stálého strážce konkláve  .
Posledním maršálem byl Don Sigismondo Chigi (1894-1982), který byl ženatý s Američankou Marian Berryovou (1901-1989)

## Genealogie rodu Chigiů
- Mario nebo Mariano Chigi, ženatý s Margheritou Baldiovou
- Sigismondo Chigi, ženatý se Sulpizií Petrucciovou
- Agostino Chigi (1466-1520), ženatý nejprve s Margheritou Saraciniovou a poté s Francescou Ordeaschiovou
- Mario Chigi (* asi 1511 -?), ženatý nejprve s Agnesou Bulgariniovou, poté s Claudií Colonnovu a nakonec s Ortensií Ginucciovou
- Flavio Chigi (asi 1559 - 1615), ženatý s Laurou Marsiliovou, mj. otec papeže Alexandra VII.
- Augusto Chigi (1595 - 1651), oženil se s Olimpií della Ciaia

### Knížata z Farnese (od roku 1659)
- Agostino Chigi (5. května 1634 - 1705), kníže z Farnese, ženatý s Marií Virginií Borghese
- Augusto Chigi (1662 - 1744), II. kníže z Farnese, ženatý s Eleonorou Rospigliosiovou
- Agostino Chigi della Rovere (1710 - 1769), III. kníže z Farnese, ženatý s Annou Ruspoliovou v prvním manželství a ve druhém s Giulií Augustou Albaniovou
- Sigismondo Chigi Albani della Rovere (1736 - 1793), IV. kníže z Farnese, ženatý s Flaminií Odescalchiovou
- Agostino Chigi Albani della Rovere (1771 - 10. listopadu 1855), V. kníže z Farnese, ženatý s Amálií Carlottou Barberini-Colonnovou
- Sigismondo Chigi Albani della Rovere (14. srpna 1798 - 10. května 1877), VI. kníže z Farnese, ženatý s Leopoldinou Dorií Pamphilj-Landiovou
- Mario Chigi Albani della Rovere (1832 - 1914), VII. Farnský kníže, oženil se s Antoniettou Chigiovou
- Ludovico Chigi Albani della Rovere (10. července 1866 - 14. listopadu 1951), VIII. kníže z Farnese, velmistr suverénního vojenského řádu maltézských rytířů, ženatý s Annou Aldobrandiniovou
- Sigismondo Chigi Albani della Rovere (1894 - 1982), IX. kníže z Farnese, oženil se Marian Berryovou
- Agostino Chigi Albani della Rovere (1929 - 2002), X. kníže z Farnese, nesezdaný a bezdětný. Prodali rodový palác obci Ariccia
- Mario Chigi Albani della Rovere (1929), XI. kníže z Farnese, bratranec předchozího. Ženatý poprvé s Ismene Larussou Marzottovou a podruhé s Donatellou Flavií del Core

Předpokládaným dědicem knížecího titulu je Flavio Chigi Albani della Rovere (* 1975).

## Poznámka
1. ↑  Ingrid Drake Rowland, The correspondence of Agostino Chigi (1466-1520), Biblioteca apostolica vaticana, Roma 2001, Vol. 3, s. 91
2. ↑  Enciclopedia d'Arte Italiana, Catalogo generale artisti dal 900 ad oggi: Paolo SALVATI, dettaglio Incontri e cambiamenti con il Principe Agostino Chigi Albani della Rovere
3. ↑  Opera di Promozione dell'Alfabetizzazione nel Mondo: dettaglio Agostino Chigi, Signore non lo conoscevamo, pp.3 pp.4
4. ↑   [s.l.]: [s.n.] Dostupné online.